# Sigeberht af East Anglia
Sigeberht af East Anglia (også kendt som Sankt Sigebert), (oldengelsk: Sigebryht) var en angelsaksisk konge over East Anglia, der inkluderede de moderne engelske counties Norfolk og Suffolk. Han var den første engelske konge der blev døbt, og han var den første der abdicerede for at kunne leve et klosterliv. Han blev senere helgenkåret. Den primære kilde til Sigeberhts liv er Bedas Ecclesiastical History of the English People, der blev færdiggjort i 730'erne.
Sigeberht var sandsynligvis enten en yngre søn af Rædwald af East Anglia, eller hans stedsøn fra Rædwalds ægteskab med en hedensk prinsesse fra Kongeriget Essex. Der vides intet om hans liv før ham blev sendt i eksil i Gallien, hvilket muligvis var for at sikre Rædwalds egne efterkommer kunne herske over kongeriget. Efters hans stedbror Eorpwald var blev snigmyrdet omkring år 627 vendte Sigeberht tilbage til East Anglia og (muligvis efter et militærtogt) blev konge, og han herskede sammen med Ecgric, der kan have været enten Rædwalds søn eller nevø.
Under Sigeberhts styre blev kristendommen udbredt i East Anglia, selvom hans medkonge Ecgric sandsynligvis stadig ved hedning. Alliancerne med de kristne kongeriger Kent og Northumbria blev styrket, og Sigeberht spillede en stor rolle i at etablere kristendommen i kongeriget: Sankt Felix ankom til East Anglia for at hjælpe med at etablere sin stiftstad ved Dommoc, han etablerede en skole til at undervise latin og han gav den irske munk Sankt Fursey et sted til et kloster ved Cnobheresburg (sandsynligvis Burgh Castle). Hen endte med at abdicere og overgive den fulde magt over kongeriget til Ecgric, og han trak sig tilbage for at leve i et kloster ved Beodricesworth. På et ukendt tidspunkt blev East Anglia angrebet af Mercias hær ledet af kong Penda. Ecgric og East Anglian appellerede til Sigeberht for at få ham til at lede dem i kamp, men han nægtede, og blev tvunget væk fra sit kloster til slagmarken. Han nægtede at bære våben under kampen, hvor begge konger blev dræbt og East Anglias hær blev besejret og ødelagt.